# Alfalfa (Oregon)
Alfalfa ist ein gemeindefreies Gebiet (Unincorporated Community) im Deschutes County, Oregon in den Vereinigten Staaten und befindet sich in der Hochwüste ca. 26 km östlich von der Stadt Bend.
Alfalfa wurde nach der dort hauptsächlich angebauten Nutzpflanze Alfalfa benannt. Zwischen 1912 und 1922 verfügte Alfalfa über eine eigene Poststelle. Heute leben in der Gegend etwa 400 Familien.
Die Schule der Gemeinde wurde 1911 gegründet und 1987 geschlossen, seitdem besuchen die Schüler aus Alfalfa die Schulen in Redmond.